# Jennifer Tour Chayes
Pour les articles homonymes, voir Chayes.
Jennifer Tour Chayes (née le 20 septembre 1956) est une mathématicienne, informaticienne et physicienne américaine. Elle dirige Microsoft Research en Nouvelle-Angleterre, qu'elle a fondée en 2008, et Microsoft Research à New York, qu'elle a fondé en 2012. Chayes est connue pour son travail sur les transitions de phase en mathématiques discrètes et en informatique, sur les propriétés de structure et les propriétés dynamiques des réseaux auto-organisés et sur la théorie algorithmique des jeux. Elle est considérée comme l'un des experts mondiaux de la modélisation et de l'analyse des graphes dynamiques. Chayes travaille chez Microsoft Research depuis 1997, quand elle a cofondé le groupe de théorie. Elle a reçu son doctorat en physique mathématique à l'Université de Princeton en 1983. Elle est professeure affiliée de mathématiques et de physique à l'Université de Washington, et a été pendant de nombreuses années professeure de mathématiques à l'Université de Californie à Los Angeles (UCLA). Elle est l'auteure de près de 120 articles scientifiques et elle a déposé plus de 25 brevets.

## Enfance et formation
Chayes est née à New York et a grandi à White Plains dans une famille d'immigrants iraniens. Elle a obtenu son B. A. en biologie et en physique de l'Université Wesleyenne en 1979 puis elle a obtenu son doctorat en physique mathématique à l'Université de Princeton. Elle a effectué son stage postdoctoral dans les départements de mathématiques et de physique à Harvard et à Cornell. Elle part à l'UCLA, en tant que professeure de mathématiques en 1987.

## Carrière chez Microsoft
Alors qu'elle était en congé sabbatique à l'Institute for Advanced Study en 1997, le directeur de la technologie chez Microsoft et camarade de Chayes de Princeton, Nathan Myhrvold, lui a demandé de créer et de diriger le groupe de théorie de Microsoft Research à Redmond. Ce groupe analyse les questions fondamentales en informatique théorique à l'aide de techniques issues de la physique statistique et des mathématiques discrètes. Chayes ouvre la branche Microsoft Research de la Nouvelle-Angleterre en juillet 2008 avec Borgs. Le laboratoire est situé au Centre de Recherche et Développement de Microsoft New England et mène des recherches dans des domaines nouveaux, interdisciplinaires, qui réunissent des informaticiens et des spécialistes des sciences sociales pour comprendre, modéliser et rendre possible l'informatique du futur et les expériences en ligne. Le 3 mai 2012, The New York Times a rapporté que « Microsoft ouvre un laboratoire de recherche à New York... » que Chayes va cogérer,. Le nouveau laboratoire rassemble également des informaticiens et des chercheurs en sciences sociales, en particulier dans les domaines de l'économie, du calcul, des sciences sociales du comportement, et de l'apprentissage machine. Chayes est actuellement directrice générale des deux centres de recherche, en Nouvelle-Angleterre et à New York. Elle a contribué au développement de méthodes pour analyser la structure et le comportement des différents réseaux, la conception d'algorithmes d'enchères (en) et la conception et l'analyse des différents modèles d'affaires en ligne.

## Reconnaissance
Chayes siège au sein de nombreux conseils d'instituts, de comités consultatifs et de comités de rédaction, dont le comité de sélection du Prix Turing de l'Association for Computing Machinery, le conseil d'administration du Mathematical Sciences Research Institute et celui de l'Institute for Computational and Experimental Research in Mathematics (en) (ICERM), les conseils consultatifs du Centre pour les mathématiques discrètes et l'informatique, le Campus de Recherche Howard Hughes Medical Institute Janelia Farm, et les Femmes entrepreneurs dans les sciences et la technologie. Chayes est une ancienne présidente de la Section de Mathématiques de l'Association américaine pour l'avancement des sciences, et une ancienne vice-présidente de l'American Mathematical Society. Elle est la récipiendaire d'une bourse de recherche de la National Science Foundation, d'une Bourse Sloan, et du Prix de distinction en enseignement à l'UCLA,,,.
Chayes est membre de l'Association américaine pour l'avancement de la science, de l'Institut Fields, de l'Association for Computing Machinery, et de l'American Mathematical Society, ainsi que membre associée d'Académies nationales. Elle a été lauréate de nombreux prix de leadership, dont le Prix pour femmes visionnaires de l’Institut Anita Borg 2012. 

### Prix et distinctions
- Bourse Sloan (1989)
- Membre de l'Institute for Advanced Study, Princeton (1994-95, 1997)
- Conférencière invitée au Congrès international des mathématiciens (1998)
- Membre de l'Association américaine pour l'avancement des sciences (2006)
- Membre de l'Association for Computing Machinery (2010)[10]
- Membre de l'American Mathematical Society (2012)[11]
- Prix pour femmes visionnaires de l’Institut Anita Borg (2012)[12]
- Conférence von Neumann de la Society for Industrial and Applied Mathematics (2015)
- Doctorat honorifique de Université de Leyde (2016)[13]
- Membre de l'Académie nationale des sciences (2019)[14]

## Vie personnelle
Chayes est mariée avec Christian Borgs en 1993 et a été précédemment été mariée avec Lincoln Chayes qu'elle a rencontré à Princeton. Elle a eu des collaborations très fructueuses avec ses deux maris ; de ses 94 articles dans MathSciNet (en date de février 2014), 51 sont coécrits avec Christian Borgs et 37 coécrits avec Lincoln Chayes.